# Amazhomidia
Genre
Amazhomidia est un genre de collemboles de la famille des Entomobryidae.

## Systématique
Le genre Amazhomidia a été créé en 2016 par Nikolas G. Cipola (d) et Bruno C. Bellini (d) dans une publication rédigée par Cipola, José W. de Morais (d) et Bellini
L'espèce type de ce genre est Amazhomidia ducke mais curieusement celle-ci est mentionnée par Checklist of the Collembola of the World sous le taxon Amazhomidia duckeensis.

## Distribution
Les espèces de ce genre se rencontrent en Amérique du Sud.

## Liste des espèces
Selon Checklist of the Collembola of the World (version du 10 septembre 2019) :
- Amazhomidia duckeensis Cipola & Bellini, 2016
- Amazhomidia guianiensis (Womersley, 1930)
- Amazhomidia thaisae Cipola & Bellini, 2018

## Étymologie
Le nom du genre Amazhomidia est une combinaison basée l'Amazonas, la région où ont été capturés les spécimens types, et la fin du nom du genre Sinhomidia dont le nouveau genre s'avère être similaire.

## Publication originale
- (en) Nikolas Gioia Cipola, José Wellington de Morais et Bruno Cavalcante Bellini, « A new genus of Entomobryinae (Collembola, Entomobryidae) from Brazilian Amazon with body scales and dental spines », Zootaxa, Magnolia Press (d), vol. 4105, no 3,‎ 21 avril 2016, p. 261–273 (ISSN 1175-5334 et 1175-5326, OCLC 49030618, PMID 27394776, DOI 10.11646/ZOOTAXA.4105.3.3, lire en ligne).